# Jakub Bart-Ćišinski
Jakub Bart-Ćišinski, pseudonimo di Jakub Bart (Panschwitz-Kuckau, 20 agosto 1856 – Panschwitz-Kuckau, 16 ottobre 1909), è stato un poeta, drammaturgo e presbitero tedesco, il maggior letterato in lingua soraba superiore, che avviò la transizione al modernismo europeo del XX secolo per la cultura della sua gente.

## Biografia

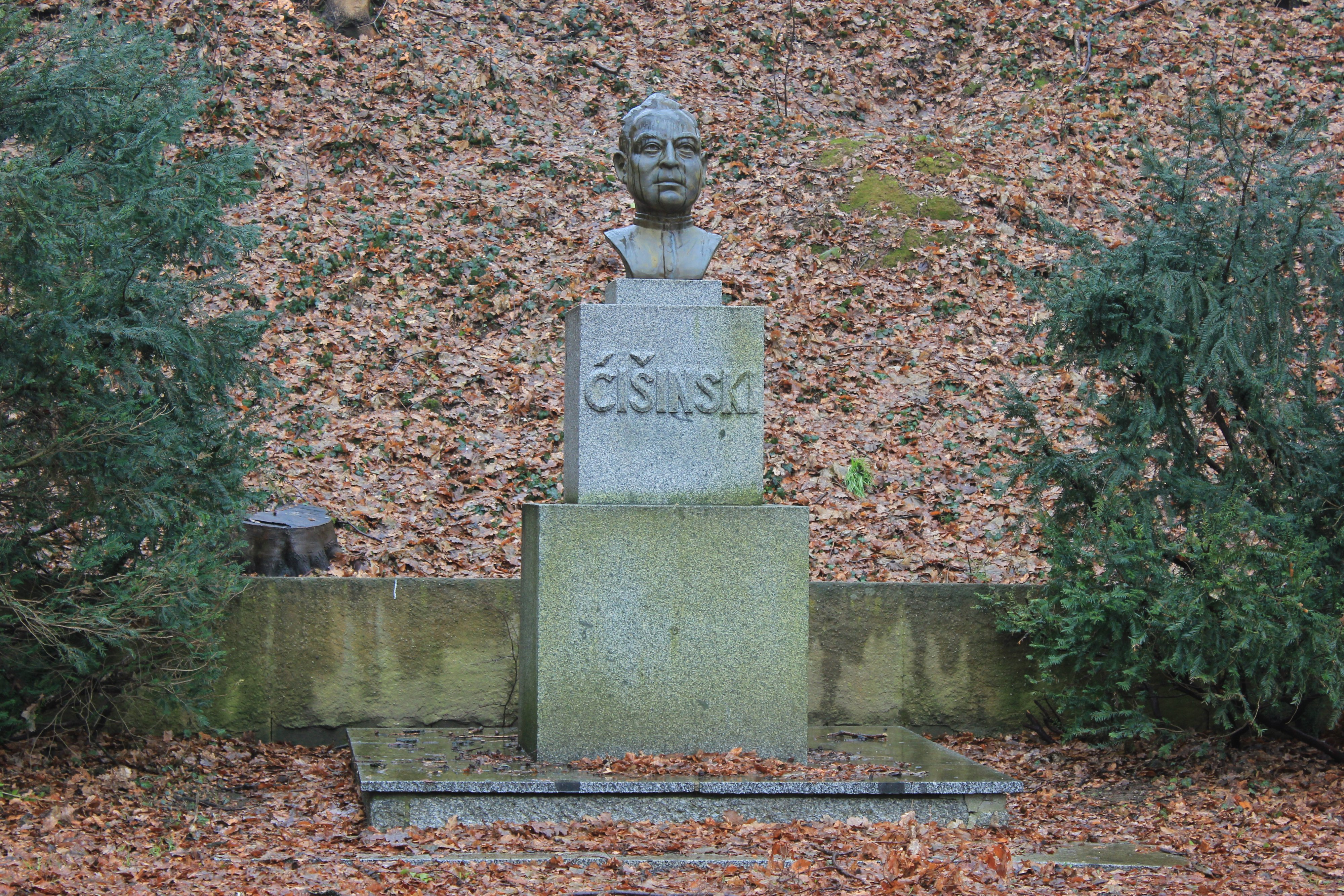
Busto dedicato a Bart-Ćišinski, Panschwitz-Kuckau

Bart-Ćišinski nacque a Panschwitz-Kuckau, un comune della Sassonia, il 20 agosto 1856.
Fu un poeta, drammaturgo, scrittore di prosa sorbo-lusaziano, prete cattolico, appartenente alla piccola nazione di stirpe slava che risiede tuttora, come minoranza, in Germania.Studiò teologia a Praga, dove rimase un decennio, dopo di che esercitò la carica di prete in vari luoghi. Sacerdote cattolico di temperamento vivace, ebbe qualche problema con i suoi superiori e così per qualche tempo visse in un convento, finché, su sua richiesta, venne messo a riposo.
Dal 1876 al 1881, fu editore di Lipa Serbska e dal 1904 al 1909 di Łužica.
Durante la sua vita mantenne contatti con scrittori cechi, come Jaroslav Vrchlický.
Scrisse le sue opere esclusivamente nella sua lingua madre, la lingua soraba superiore.
Pubblicò diverse raccolte di poesie riflessive, ballate, madrigali, inni patriottici: Libro di sonetti (Kniha sonettow, 1884), Forme (Formy, 1888), Natura e cuore (Priroda a wutroba, 1889), Dalla vita (Ze žiwjenja, 1899), Sangue e patria (Krew a kraj, 1900), Con le sue ali di sopracciglio (Z klylom worjołskim, 1904), In quiete (Za ćichim, 1906), Immagini serbe (Serbske wobrazki, 1908).
Dalla Boemia traspose in patria il problema dei contrasti generazionali, sostenendo i radicali contro i conservatori, al folklorismo campanilistico della tradizione precedente contrappose una determinata ma serena coscienza dei pericoli che incombevano sui serbi di Lusazia, impostando la questione sulla sopravvivenza della sua nazione in termini di attiva resistenza all'espansione germanica,dato che la diffusione del nazionalismo tedesco, che era cresciuto con la fondazione del Secondo Reich nel 1871, promuoveva l'assimilazione dei sorbi in Prussia e in Sassonia.

## Opere
- Libro di sonetti (Kniha sonettow, 1884);
- Forme (Formy, 1888);
- Natura e cuore (Priroda a wutroba, 1889);
- Dalla vita (Ze žiwjenja, 1899);
- Sangue e patria (Krew a kraj, 1900);
- Con le sue ali di sopracciglio (Z klylom worjołskim, 1904);
- In quiete (Za ćichim, 1906);
- Immagini serbe (Serbske wobrazki, 1908).

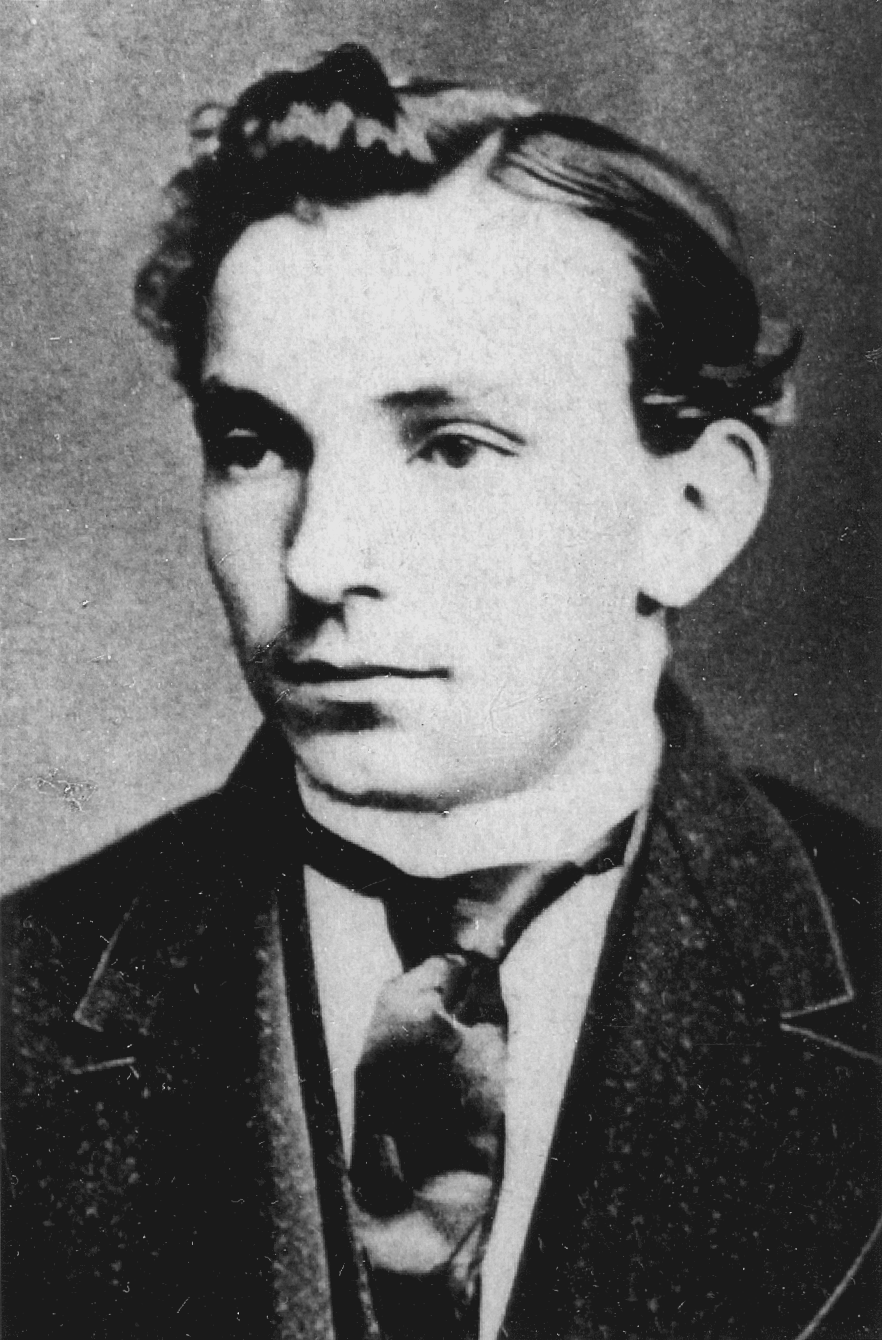
Jakub Bart-Ćišinski
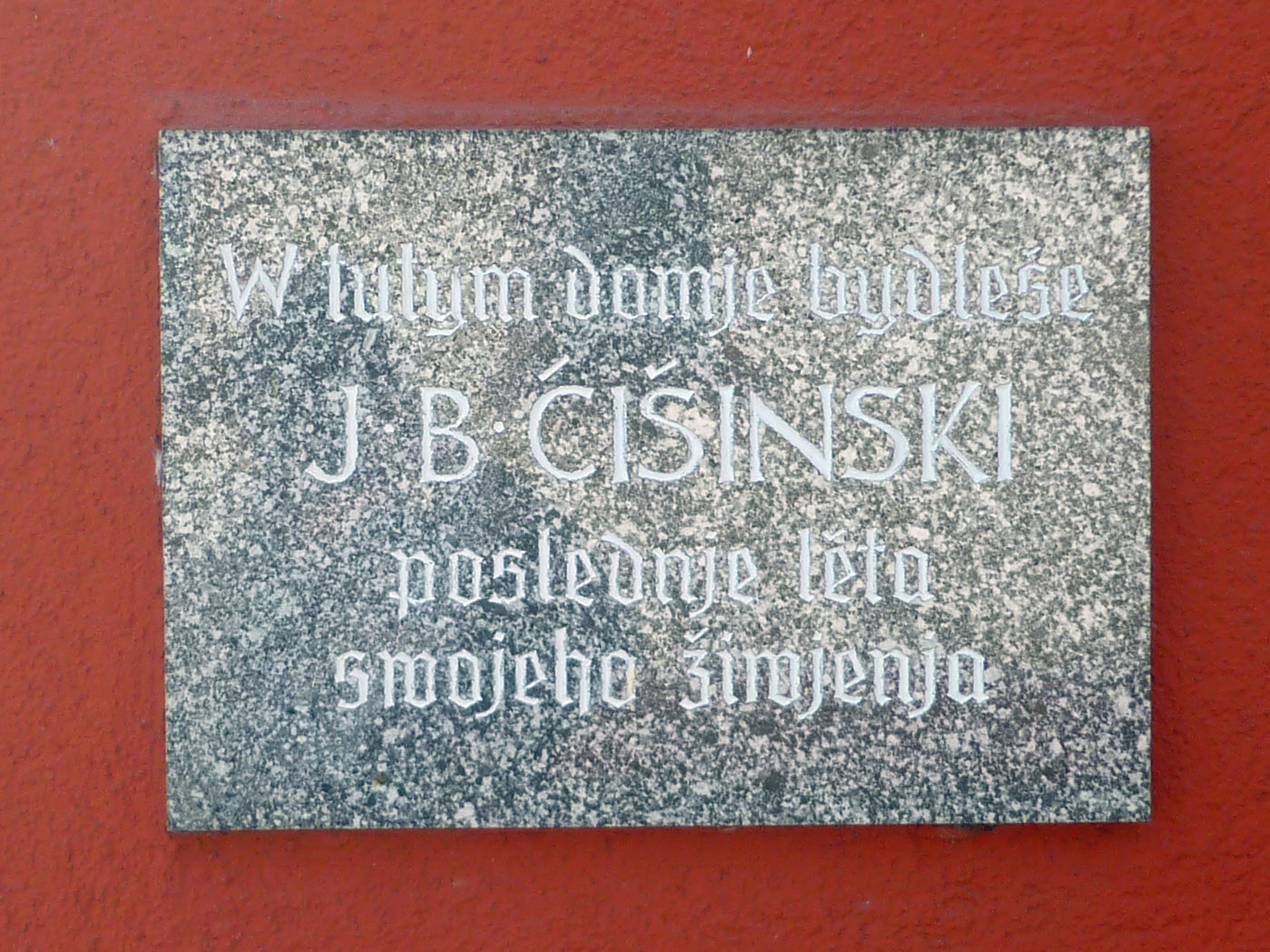
Targa presso la residenza di Jakub Bart-Ćišinski, Panschwitz-Kuckau
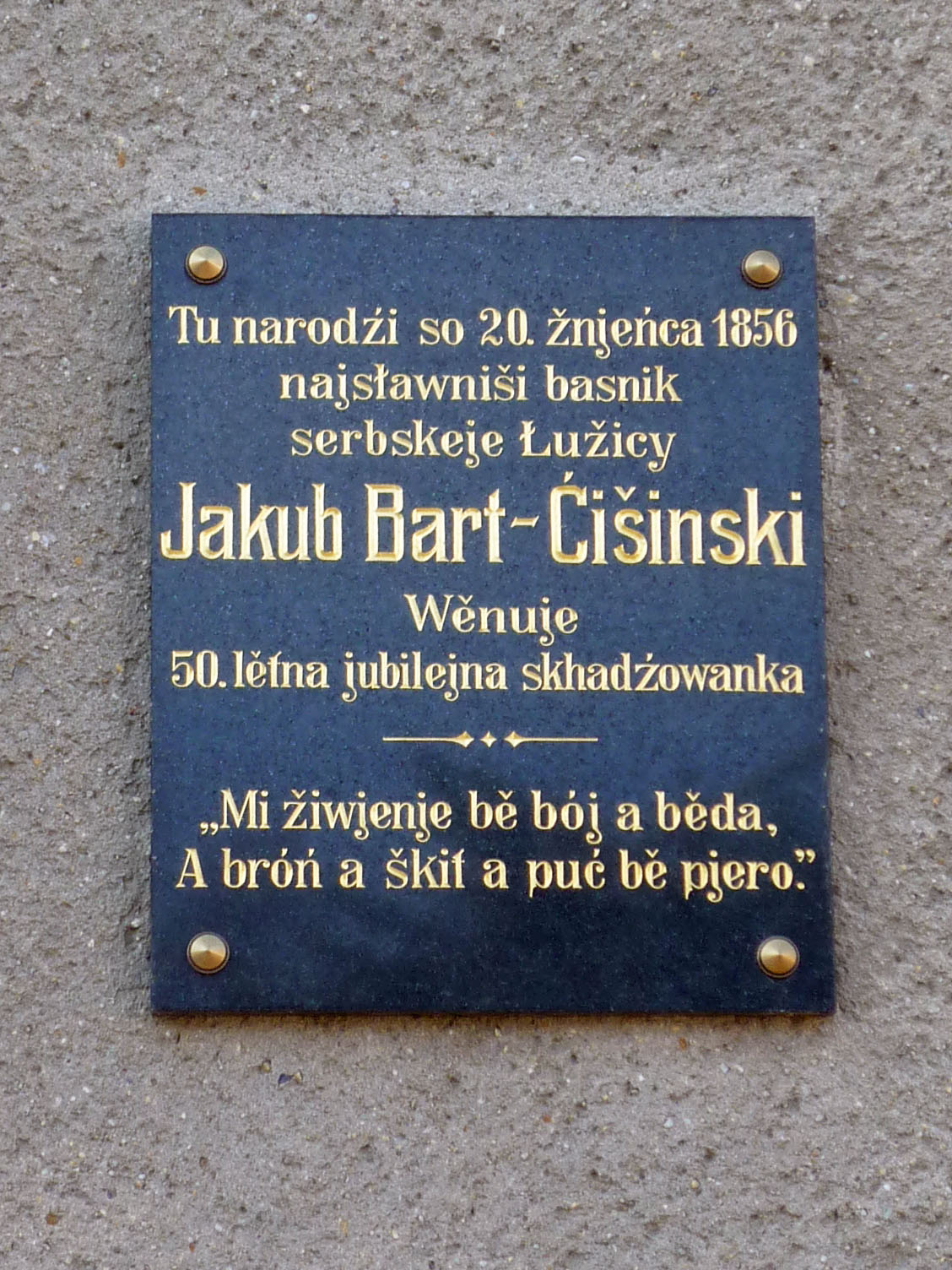
Targa presso la casa di nascita di Jakub Bart-Ćišinski, Panschwitz-Kuckau